# Городец под Лугой
Городец под Лугой — городище IX—XIII веков в деревне Городец Ленинградской области.

## География
Находится на территории Володарского сельского поселения Лужского района в 20 км на юго-запад от Луги, на мысу озера Городецкого, южнее впадающей в озеро безымянной речки, на высоком плато, ограниченном с северо-востока устьем реки, с запада — озером, с юго-востока — широкой низкой поймой. Высота плато от подошвы достигает 4—6 метров. Площадка городища имеет приблизительно ромбическую форму — 90×60 м.

## История
Городец возник как опорный пункт одного из родов ильменских словен и превратился в центр разноплеменной округи. Ранние постройки Городца датируются IX веком.
Поселение было окружено мощным валом. По гребню насыпи, достигавшей с внутренней стороны примерно трёхметровой высоты, была выстроена плотная стена (забрало) из уложенных горизонтально брёвен, концы которых входили в пазы вертикальных стоек. Вал с забралом венчал тщательно обработанный крутой склон холма, общая высота укреплений достигала 20 м. В кольце укреплений располагались жилые постройки. Городец был застроен небольшими бревенчатыми срубами размером 4×4 или 5×5 метров. Немногочисленность орудий труда, обилие оружия и украшений, регулярный характер застройки, напоминающий военные поселения, мощные укрепления — всё это свидетельствует о том, что в Городце располагалась военная дружина. Кроме неё здесь жили пахари, кузнецы, плотники, пастухи. Но прежде всего, Городец был военно-административным центром IX—XIII веков, одним из средневековых погостов. В результате вражеского нападения жизнь на Городце в XIII веке прервалась, о чём свидетельствуют оружие и следы пожара, обнаруженные в верхнем горизонте культурного слоя. До 50 % из всей достоверно славянской керамики в Городце под Лугой было южнобалтийского облика (фельдбергской и фрезендорфской).
Впервые Городец под Лугой был обследован в 1927 году Г. П. Гроздиловым. В 1960 году новое описание Городца под Лугой было составлено А. С. Потресовым и Е. В. Шолоховой. Археологические раскопки проводились в Городце в 1970—1973 годах под руководством Г. С. Лебедева.
Г. С. Лебедев и А. А. Розов, исследуя укрепления Городца под Лугой, установили, что решётчатые кладки из брёвен, неизвестные в военном зодчестве Руси X—XI веков, были типичны для западнославянских городищ IX—XII веков в южнобалтийском Поморье, Мекленбурге и Лужице.

### Карты
- Городец под Лугой на Wikimapia